# 魯塔·美露泰
魯塔·美露泰（1997年3月19日—），立陶宛女子游泳運動員。她在15歲時就打破了9項立陶宛女子游泳記錄，后在2012年夏季奧林匹克運動會女子100公尺蛙泳比賽中奪得一面金牌，成為立陶宛最年輕的奪金運動員。現在為100公尺蛙式歐洲紀錄保持者（1:05:21）。

## 外部連結
- Ruta Meilutytė的Facebook專頁
- Ruta Meilutytė的X（前Twitter）